# Sylvia Fedoruk
Sylvia Fedoruk, 5 mai 1927 – 26 septembre 2012,  personnalité politique canadienne, fut Lieutenant-gouverneur de la province de la Saskatchewan de 1989 à 1994.

## Biographie
La fille d'immigrants ukrainiens a étudié la physique à l'Université de la Saskatchewan . En 1951, elle a commencé à travailler pour le Cancer Hospital de Saskatoon . Elle est spécialisée dans la médecine nucléaire et la recherche dans le domaine de l' utilisation médicale des radioactifs isotopes et appartenait à Harold Johns des pionniers de la première radiothérapie utilisant le cobalt (thérapie de cobalt). De 1973, elle était à son professeur d'université de la physique. Fedoruk était un consultant de l'Agence internationale de l'énergie atomique en médecine nucléaire, la première femme membre de la Société canadienne de médecine nucléaire et la première femme membre de l’Autorité canadienne de contrôle de l’énergie atomique.
En outre, Fedoruk était un curleur couronné de succès. Elle faisait partie de l'équipe qui a remporté le premier tournoi des cœurs en 1961, le championnat canadien féminin. De 1971 à 1972, elle a présidé l’Association canadienne de curling féminin. En 1986, elle a reçu l'Ordre du mérite de la Saskatchewan , un an plus tard, l'Ordre du Canada . Également en 1986, elle a été intronisée au Temple de la renommée du curling canadien en 2009 au Temple de la renommée médicale canadienne . La gouverneure générale Jeanne Sauvé a prêté serment à Fedoruk le 7 septembre 1988 en tant que vice-gouverneur de la Saskatchewan. Elle était la première femme à occuper ce poste prestigieux et l’a occupé jusqu’au 31 mai 1994.
Pour son travail dans le domaine de la radiothérapie Fedoruk doctorat honorifique était Université de Windsor (1987), l'Université de Western Ontario (1990), l'Université de Regina (1991) et de l'Université Mount Saint Vincent à Halifax a accordé (1993). Son université, l'Université de la Saskatchewan, lui a décerné un doctorat honorifique en 2006 pour sa carrière et ses services dans la communauté. Depuis 2012, le Centre canadien de l'innovation nucléaire (Sylvia Fedoruk du Centre canadien de l'innovation nucléaire) a été nommé.